# Hurra - ein Junge! (film 1931)
Hurra - ein Junge! è un film del 1931 diretto da Georg Jacoby.

## Produzione
Il film fu prodotto dalla Lola Kreutzberg Film GmbH.

## Distribuzione
Uscì nelle sale cinematografiche tedesche il 22 ottobre 1931. Il film (non doppiato) venne distribuito anche negli USA dalla Capitol Film Exchange in versione tedesca e fu presentato a New York il 20 giugno 1932.